# Webbring
En webbring (eng. webring eller web ring) är en grupp av webbsidor vars innehåll har något gemensamt, och som är sammanlänkade i en cirkulär struktur.

## Konceptet
Varje webbsida som ingår i en webbring länkar till bland annat nästa sida i ringen. Om en besökare klickar på nästa-länken, slussas hon till nästa sida, och genom att upprepa förfarandet når hon till sist den webbsida i ringen där färden började. Idén, som tog form 1994, tillskrivs Denis Howe och kallades ursprungligen EUROPa (Expanding Unidirectional Ring Of Pages).
Konceptet utvecklades, och idag brukar information om webbsidorna som ingår i en ring finnas på en central webbplats, som genom ett datorprogram stödjer navigeringen mellan sidorna i webbringen och underlättar förändringar i ringens sammansättning. Varje sida i ringen innehåller en navigationspanel med de för webbringen föreskrivna länkarna. Reglerna för en webbring definieras vanligen av den webbansvarige för någon av sidorna i ringen, ibland kallad ringmaster, och denne godkänner också ansökningar om att bli ansluten.

## Webbringtjänster
Några webbplatser betjänar många webbringar, och publicerar kategoriserade kataloger över ringarna. Den äldsta tjänsten är WebRing, som startades 1995.
En annan USA-baserad webbringtjänst är RingSurf.
Det finns ett flertal mindre webbringtjänster världen över, av vilka en del är inriktade på att betjäna webbringar med icke engelskspråkiga webbsidor. En tjänst för skandinaviska webbringar är svenska iRing.

## Webbringskript
För den som vill driva en webbring, utan att vara beroende av en utomstående webbringtjänst, finns det ett antal skript för nedladdning som kan installeras på den egna servern. Två sådana skript, som genom sina svenska översättningar möjliggör helsvenska webbringar, är Ringlink (skrivet i Perl)  och Orca Ringmaker (skrivet i PHP) .

## Webbringar i praktiken
Det är främst små, privata webbplatser - så kallade personliga hemsidor - som använder sig av möjligheten att tillhöra en eller flera webbringar. Även om det är möjligt att flera webbsidor på samma webbplats ingår i en webbring, består den typiska webbringen av olika webbplatser med ett gemensamt tema. Det finns några skäl som brukar framhållas för att ingå i en webbring:
- Den tillför värde till webbplatsen, då besökarna kan förmodas vara intresserade av andra webbplatser med liknande innehåll.
- Den ökar webbplatsens synlighet, och tillför besökare man annars inte hade fått.
- Den kan utgöra grunden för en community av webbansvariga med ett gemensamt intresse.

Webbringarna hade sin glansperiod omkring millennieskiftet, varefter intresset tycks ha avtagit. Ett tänkbart skäl till det vikande intresset är söktjänsternas ökade effektivitet. Det rika utbudet av webbaserade sociala nätverk spelar också en roll; privatpersoner behöver inte längre göra personliga hemsidor för att synas på Internet. Det är nog ingen tillfällighet att de kommersiella webbringtjänsterna har börjat komplettera sitt utbud med andra tjänster vid sidan av att betjäna webbringar.